# 佐保美代子
佐保 美代子（さほ みよこ、本名: 門屋 定子、旧姓: 矢野、
1913年7月15日 - 1954年9月26日）は、兵庫県神戸市出身の元宝塚少女歌劇団（現・宝塚歌劇団）男役。月組副組長および月組組長を務め、退団後はメイクアップ・アーティストとして活動した。愛称はべーちゃん、ヤノちゃん。

## 来歴・人物
1927年、大開尋常第一小学校（現・神戸市立兵庫大開小学校）卒業後に17期生として、宝塚音楽歌劇学校（現在の宝塚音楽学校）に入学して、宝塚少女歌劇団（現在の宝塚歌劇団）に入団。当時は「入学=入団」で学校と劇団は一体であった。
1940年 - 1941年、月組副組長。
1941年 - 1944年、月組組長。
1944年、宝塚歌劇団を退団。
退団後は結婚して、中国に渡る。引揚者となって上海から日本に引き揚げてきた後に、宝塚歌劇団の下級生・社敬子の紹介で、マックスファクターのメイクアップ・アーティストになる。
1954年9月26日、青函連絡船の洞爺丸事故で遭難し、死去。41歳没。
2014年、宝塚歌劇団100周年記念で創立された宝塚歌劇の殿堂の最初の100名のひとりとして殿堂入り。創設当時殿堂入りしたタカラジェンヌの中で、佐保は最も若くして没した人物だった。その後、2019年に広島市への原子爆弾投下により他界した園井恵子（32歳没）が殿堂入りし、現在は2番目になっている。

## 宝塚時代の主な舞台出演
- 『サーカス』（雪組）（1929年5月1日 - 5月31日、宝塚大劇場）
- 『一九三〇年型』（花組）（1930年1月1日 - 1月31日、宝塚大劇場）
- 『海』（雪組）（1930年3月1日 - 3月31日、宝塚大劇場）
- 『裸山の一夜』『セニョリータ』（雪組）（1931年2月1日 - 2月28日、宝塚大劇場）
- 『ローズ・パリ』（雪組）（1931年8月1日 - 8月31日、宝塚大劇場）
- 『レッド・サークル』（花組）（1931年9月1日 - 9月30日、宝塚大劇場）
- 『ホテルマゼスチック』（花組）（1932年3月1日 - 3月31日、宝塚大劇場）
- 『七日公爵』（月組）（1935年9月25日 - 10月31日、宝塚大劇場）
- 『火坑』『になひ文』『裸山の一夜』（月組）（1936年2月1日 - 2月29日、宝塚大劇場）
- 『玉蟲祈願』『気まぐれジュリア』（月組）（1936年3月10日 - 3月25日、中劇場）
- 『小野　道風』（月組）（1936年6月1日 - 6月30日、宝塚大劇場）
- 『二人ホフマン』『都車』（月組）（1936年7月10日 - 7月26日、中劇場）
- 『ゐねむり寺』『女車引』（月組）（1936年9月26日 - 10月31日、宝塚大劇場）
- 『竹取後日日記』『黎明の歌』（月組）（1937年7月1日 - 7月31日、宝塚大劇場）
- 『信長記』（雪組）（1938年1月1日 - 1月10日、中劇場）
- 『玉藻前』『春が来た』（雪組）（1938年3月10日 - 3月21日、中劇場）
- 『武器なき勇士』『楽しき繪本』（雪組）（1938年6月1日 - 6月30日、宝塚大劇場）
- 『楽しき唄』『夏のをどり』（雪組）（1938年7月10日 - 7月24日、中劇場）
- 『当世嫁えらび』『曠野の花』（雪組）（1938年10月1日 - 10月31日、宝塚大劇場）
- 『伯林－羅馬』『マーチ・オン・タイム』（月組）（1938年11月1日 - 11月30日、宝塚大劇場）
- 『モロッコの豹』『宝塚花物語』（月組）（1939年2月26日 - 3月25日、宝塚大劇場）
- 『朝の歌』（月組）（1939年8月26日 - 9月24日、宝塚大劇場）
- 『白雪姫』（月組）（1940年1月1日 - 1月24日、宝塚大劇場）
- 『白鳥の死』（月組）（1940年3月26日 - 4月24日、宝塚大劇場）
- 『思ひ出の流れ』『夏のをどり (花と稲妻)』（月組）（1940年6月26日 - 7月24日、宝塚大劇場）
- 『航空日本』（月組）（1940年9月26日 - 10月24日、宝塚大劇場）
- 『夢見曾我』（月組）（1941年1月1日 - 1月24日、宝塚大劇場）
- 『正行出陣』『小夜ふく春風』（月組）（1941年4月26日 - 5月25日、宝塚大劇場）
- 『黒百合』（月組）（1941年7月26日 - 8月24日、宝塚大劇場）
- 『モンゴール』（月組）（1941年9月26日 - 10月24日、宝塚大劇場）
- 『空の初旅』『東へ帰る』（月組）（1942年2月26日 - 3月24日、宝塚大劇場）
- 『眞如王記』『ふるさとの唄』（月組）（1942年5月26日 - 6月24日、宝塚大劇場）
- 『剣と友情』『妙音あさくさ祭』（月組）（1942年8月26日 - 9月24日、宝塚大劇場）
- 『悠久日本』（月組）（1943年1月26日 - 2月24日、宝塚大劇場）
- 『その日の布哇』『太刀盗人』『唯一の祖國』（月組）（1943年5月26日 - 6月24日、宝塚大劇場）
- 『東亜の子供達』（月組）（1943年8月26日 - 9月24日、宝塚大劇場）
- 『若人は起きてり』（月組）（1944年1月1日 - 1月24日、宝塚大劇場）